# Ciclismo nos Jogos Olímpicos de Verão de 2012 - Estrada contra o relógio masculino
A prova de estrada contra o relógio masculino do ciclismo nos Jogos Olímpicos de Verão de 2012 foi disputada em 1 de agosto com percurso entre a região sudoeste de Londres e Surrey.

## Calendário
Horário local (UTC+1)
| Dia         | Horário | Fase  |
| ----------- | ------- | ----- |
| 1 de agosto | 14:15   | Final |

## Medalhistas
| Ouro   | GBR Bradley Wiggins |
| Prata  | GER Tony Martin     |
| Bronze | GBR Chris Froome    |

## Resultados

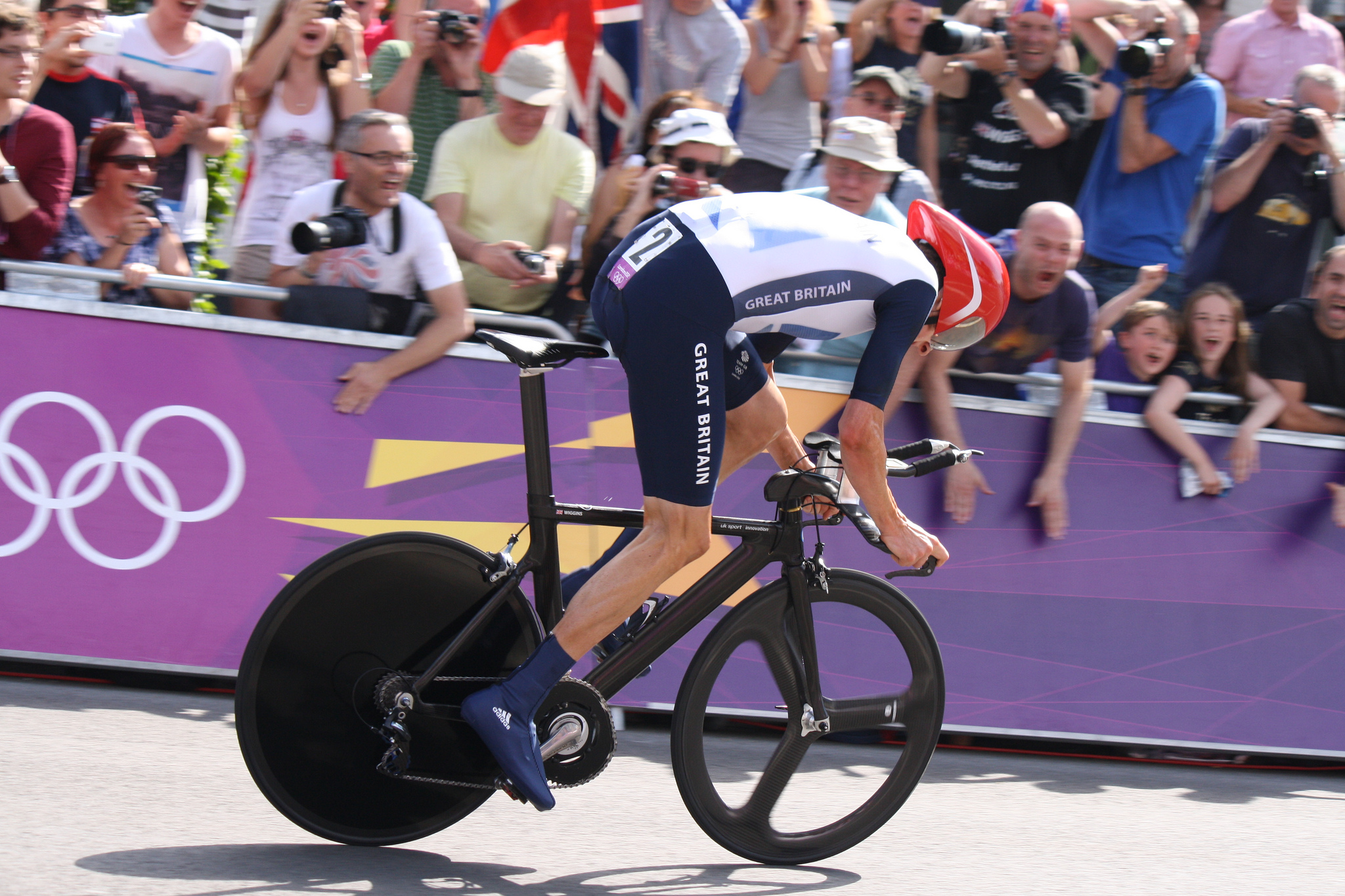
Bradley Wiggins durante o evento em que viria a conquistar a medalha de ouro.

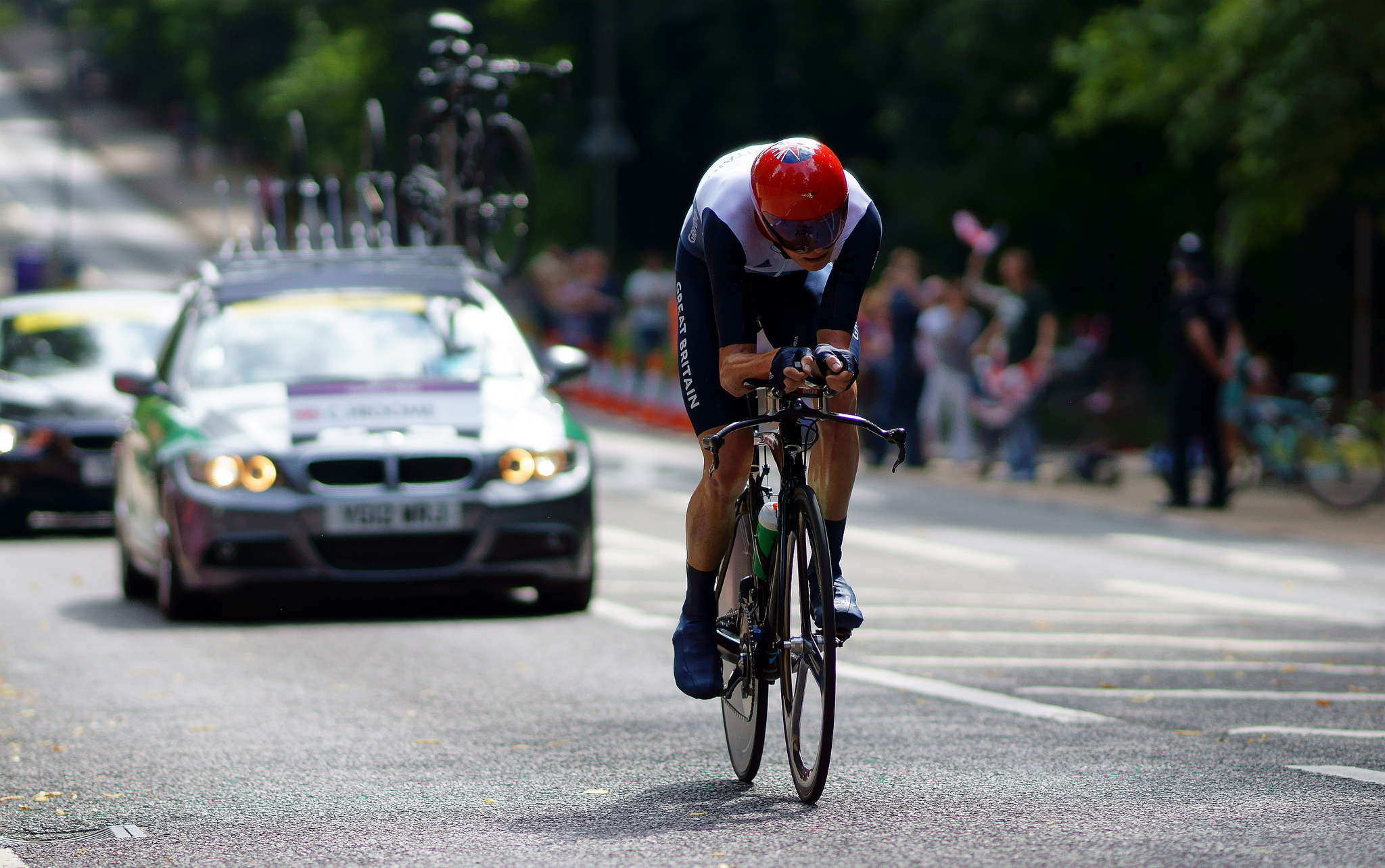
Chris Froome na rota para a conquista de medalha de bronze.

Trinta e sete ciclistas disputaram o percurso de 44 quiômetros em uma volta contra o relógio.
| Pos.              | Ciclista                 | Tempo    |
| ----------------- | ------------------------ | -------- |
| Medalha de ouro   | GBR Bradley Wiggins      | 50:39.54 |
| Medalha de prata  | GER Tony Martin          | 51:21.54 |
| Medalha de bronze | GBR Chris Froome         | 51:47.87 |
| 4                 | USA Taylor Phinney       | 52:38.07 |
| 5                 | ITA Marco Pinotti        | 52:49.28 |
| 6                 | AUS Michael Rogers       | 52:51.39 |
| 7                 | SUI Fabian Cancellara    | 52:53.71 |
| 8                 | GER Bert Grabsch         | 53:18.04 |
| 9                 | ESP Jonathan Castroviejo | 53:29.36 |
| 10                | SLO Janez Brajkovič      | 54:09.72 |
| 11                | NED Lieuwe Westra        | 54:19.62 |
| 12                | BLR Vasil Kiryienka      | 54:30.29 |
| 13                | NOR Edvald Boasson Hagen | 54:30.87 |
| 14                | DEN Lars Bak             | 54:33.21 |
| 15                | DEN Jakob Fuglsang       | 54:34.49 |
| 16                | SWE Gustav Larsson       | 54:35.26 |
| 17                | BEL Philippe Gilbert     | 54:39.98 |
| 18                | POR Nelson Oliveira      | 54:41.57 |
| 19                | NZL Jack Bauer           | 54:54.16 |
| 20                | RUS Denis Menchov        | 54:59.26 |
| 21                | LTU Ramūnas Navardauskas | 55:12.32 |
| 22                | NED Lars Boom            | 55:29.74 |
| 23                | KAZ Alexander Vinokourov | 55:37.05 |
| 24                | JPN Fumiyuki Beppu       | 55:40.64 |
| 25                | POL Maciej Bodnar        | 55:49.67 |
| 26                | BRA Magno Nazaret        | 55:50.77 |
| 27                | IRL David McCann         | 56:03.77 |
| 28                | CAN Ryder Hesjedal       | 56:06.18 |
| 29                | FRA Sylvain Chavanel     | 56:07.67 |
| 30                | SUI Michael Albasini     | 56:38.38 |
| 31                | KAZ Assan Bazayev        | 56:40.77 |
| 32                | ESP Luis León Sánchez    | 56:59.16 |
| 33                | VEN Tomás Gil            | 57:05.12 |
| 34                | MAR Mouhcine Lahsaini    | 57:25.24 |
| 35                | COL Fabio Duarte         | 57:34.20 |
| 36                | IRI Alireza Haghi        | 57:41.44 |
| 37                | TUR Ahmet Akdilek        | 59:11.19 |